# Mateusz Nieć
Mateusz Nieć (ur. 21 kwietnia 1957 w Gdańsku) – polski politolog i medioznawca, dr hab. nauk humanistycznych w zakresie nauk o polityce, o specjalności historia idei, komunikacja społeczna, myśl polityczna. Profesor nadzwyczajny Akademii Ignatianum w Krakowie; Wydział Pedagogiczny; Instytut Politologii.

## Życiorys
W 1982 roku ukończył studia w Instytucie Nauk Politycznych Uniwersytetu Wrocławskiego (praca magisterska „Poznański Czerwiec 1956 r.”). Od 1983 do 2009 roku pracował w Politechnice Wrocławskiej w Instytucie Nauk Ekonomiczno-Społecznych, a następnie w Studium Nauk Humanistycznych. Pracę doktorską („Partycypacja społeczności lokalnych w polityce”) obronił z wyróżnieniem 1 grudnia 1989 roku na Wydziale Nauk Społecznych Uniwersytetu Wrocławskiego, a pracę habilitacyjną („Rozważania o pojęciu polityki w kręgu kultury attyckiej”) obronił 8 stycznia 2008 roku na Wydziale Studiów Międzynarodowych i Politycznych Uniwersytetu Jagiellońskiego.
W czasie pracy w Politechnice Wrocławskiej pełnił funkcję kierownika Zakładu Politologii i Komunikacji Społecznej, był członkiem uczelnianej Komisji Bolońskiej i elektorem do wyboru władz uczelni. Wielokrotnie nagradzany przez władze Instytutu, Dziekana i Rektora Politechniki Wrocławskiej. Od 2009 r. pracuje w Akademii Ignatianum w Krakowie na stanowisku prof. nadzw., jest kierownikiem Katedry Systemów Politycznych. W 2012 r. otrzymał nagrodę II stopnia Ministra Nauki i Szkolnictwa Wyższego za pracę „Komunikowanie polityczne w społeczeństwie przedmasowym”.
Współpracował z wieloma pismami: studenckimi („Konfrontacje”), profesjonalnymi („Słowo Polskie”, miesięcznik „Odra”) oraz branżowymi („Radio-Lider”, "Aida-media").
W początkach lat 90. XX w. współpracował przy produkcji reklam radiowych z Polskim Radiem we Wrocławiu oraz Radiem Eska Wrocław. Doświadczenie reklamowe zostały przekazane w serii artykułów w miesięcznikach branżowych "Radio-Lider" i "Aida-media". Z promocji, reklamy i komunikowania medialnego prowadzi zajęcia w prywatnych szkołach biznesu, jest m.in. pracownikiem "Wyższej Szkoły Zarządzania i Bankowości" we Wrocławiu.

## Politolog
Mateusz Nieć jest historykiem myśli politycznej i polityki oraz historykiem komunikowania politycznego i ekonomicznego. W swoich badaniach nawiązuje do Maxa Webera i szkoły z Toronto, z komunikowania politycznego czyniąc istotną zmienną analizującą rzeczywistość polityczną, perspektywa opisu zjawisk makro politycznych jest wyjątkowo mu bliska; wyraźny rys Weberowski w jego badaniach. Jest autorem jednej z nielicznych syntez w nauce polskiej historii komunikowania politycznego na świecie („Komunikowanie polityczne w społeczeństwie przedmasowym” i „Komunikowanie polityczne w nowoczesnym państwie”). W książkach pokazał zależność między rozwojem cywilizacji, systemem politycznym a tworzeniem się nowych idei i instytucji komunikowania politycznego, podejście historyczne wiąże z ujęciem funkcjonalnym, tworząc autorską propozycję historiozoficzną.
Nieć odwołuje się także do klasycznej nauki o polityce i stara się przenieść osiągnięcia klasycznej nauki na grunt współczesny. W analizach („Rozważania o pojęciu polityki w kręgu kultury attyckiej” oraz liczne artykuły dotyczące myśli politycznej okresu Republiki rzymskiej, w tym szczególnie Cycerona i Salustiusza) opisuje relacje pomiędzy jednostką ujętą etycznie (rys klasycznej nauki) a instytucjami polityki (rys współczesnej politologii).
Podejmuje się również badania polskiej myśli politycznej, głównie nacjonalistycznej ("Niemcy w publicystyce Narodowej Demokracji w okresie międzywojennym 1918–1939", także artykuły o tzw. potomstwie obozowym). Wskazuje na obiektywny charakter starcia ("zderzenia") nacjonalizmów europejskich: polskiego, niemieckiego, rosyjskiego i po części ukraińskiego.

## Publikacje
- Niemcy w publicystyce Narodowej Demokracji w okresie międzywojennym 1918–1939, Wrocław, 1998, ISBN 83-7085-378-1[1]
- Rozważania o pojęciu polityki w kręgu attyckim. Studium z historii polityki i myśli politycznej, Księgarnia Akademicka, Kraków - Wrocław, 2006, ISBN 978-83-7188-938-7[1]
- Komunikowanie społeczne i media. Perspektywa politologiczna, Warszawa, 2010, ISBN 978-83-264-0504-4[1]
- Komunikowanie polityczne w społeczeństwach przedmasowych, Warszawa, 2011, ISBN 978-83-264-1490-9[1]
- Komunikowanie polityczne w nowoczesnym państwie, Wolters Kluwer Polska, Warszawa, 2013, ISBN 978-83-264-4398-5[1]